# 쉬뒤르네스
쉬뒤르네스(아이슬란드어: Suðurnes)는 아이슬란드의 8지역 중 하나로 아이슬란드의 남서부에 있는 지역이다. 이 지역의 인구는 20,000명이 넘으며 아이슬란드에서 인구밀도가 높은 지역 중 하나이다. 행정상의 중심지는 케플라비크로 이곳에만 7,000명의 주민이 살고 몇 년전에는 인근 도시인 니아르드비크와의 인구를 합쳐서 10,000명이 넘었기 때문에 대레이캬비크 지역을 제외한 나머지 지역에서 2번째로 큰 지역이기도 했다. 2007년 10월 기준으로 이 지역의 인구는 13,000명이 되었다.
이 지역에는 아이슬란드에 들어오려면 꼭 거쳐야 하는 중심 공항인 케플라비크 국제 공항이 있으며 온천인 블루 라군으로도 유명하다.

## 같이 보기
- 아이슬란드의 지리